# Oskar von Nachtigal
Oskar Heinrich Alexander Nachtigal, seit 1871 von Nachtigal (* 4. Oktober 1828 in Ottmachau, Provinz Schlesien; † 17. April 1890 in Berlin) war ein preußischer Offizier, zuletzt General der Infanterie.

## Leben

### Herkunft
Er war der Sohn des Majors a. D. Joachim Heinrich Nachtigal (1794–1873) und dessen Ehefrau Marie, geborene Michaelis (1806–1834).

### Militärkarriere
Nachtigal besuchte das Katharineum in Lübeck. Er trat am 13. Juni 1843 als Füsilier in das kombinierte lübeck.-brem. Bataillon ein und wurde bis 1. November 1847 zur Ausbildung an die Militärschule Oldenburg kommandiert. Anschließend zum Sekondeleutnant befördert, nahm Nachtigal 1848 mit seinem Bataillon an den Kämpfen in  Schleswig und Holstein teil. Bis Februar 1865 stieg er zum Major auf und war vom 19. März 1865 bis 27. Juni 1866 als Bevollmächtigter für die 2. Division des X. deutschen Bundeskorps bei der Bundesmilitärkommission in Frankfurt am Main tätig. Am 6. Juli 1866 zum 2. Stabsoffizier des Füsilierbataillons Bremen ernannt, nahm Nachtigal bei der Oldenburgisch-Hanseatischen Brigade während des Deutschen Krieges am Mainfeldzug teil. Er machte die Gefechte bei Werbach und Gerchsheim sowie die Beschießung von Würzburg mit und wurde für seine Leistungen mit dem Kronenorden III. Klasse mit Schwertern ausgezeichnet.
Ein Jahr nach dem Friedensschluss wurde Nachtigal in die Preußische Armee übernommen und erhielt das Kommando über das I. Bataillons im 5. Rheinischen Infanterie-Regiment Nr. 65. Dort folgte am 22. März 1868 seine Beförderung zum Oberstleutnant.

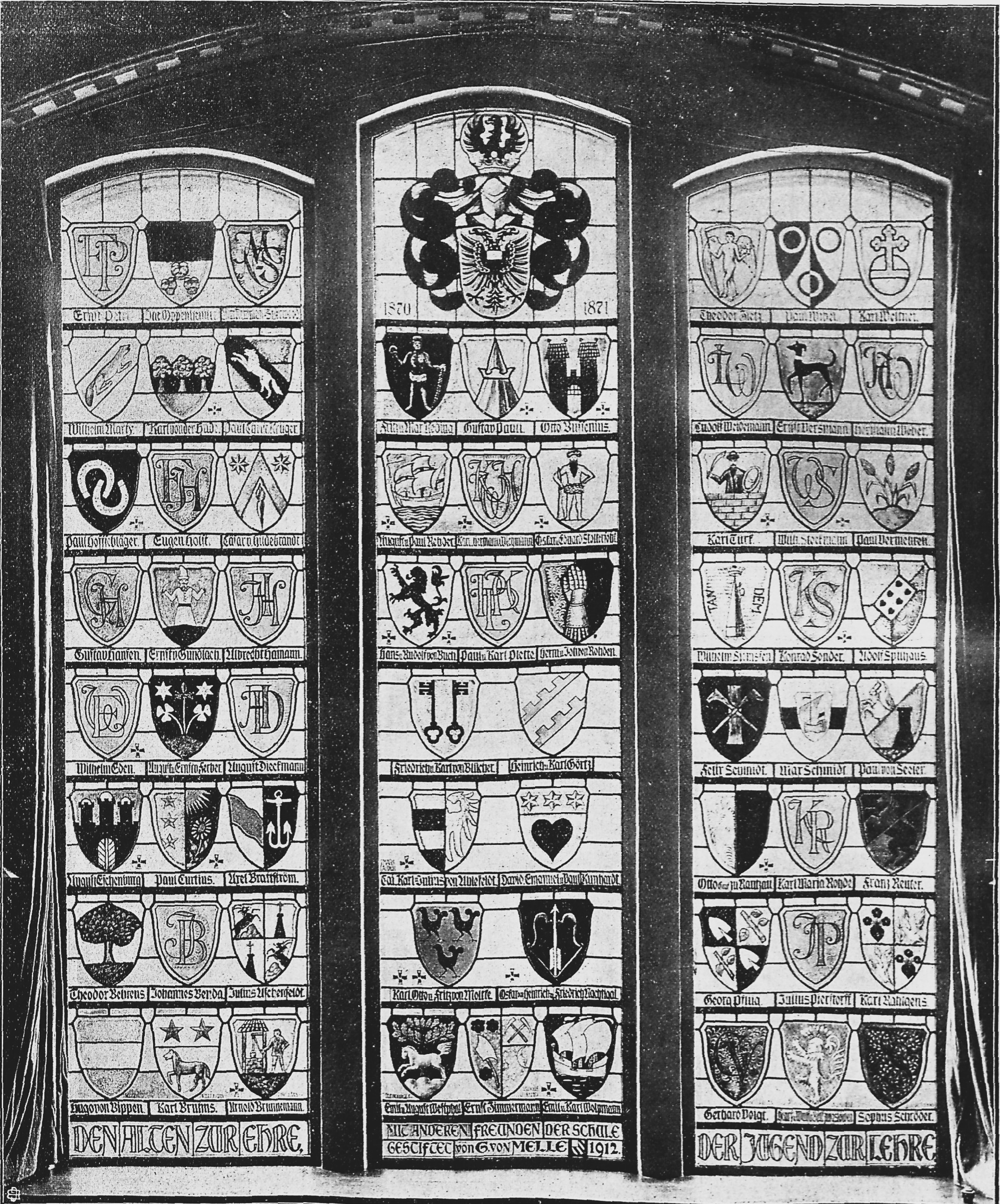
Wappenfenster

1912 wurde ihm, wie allen ehemaligen im Deutsch-Französischen Krieg aktiven Katharineer, durch eine Stiftung in Form eines Fensters in der Aula durch den Weinhändler Gerhard von Melle 1912 ein Denkmal gesetzt.
Als solcher wurde Nachtigal am 18. Juli 1870 für die Dauer der Mobilisierung anlässlich des Krieges gegen Frankreich zum Kommandeur des 4. Rheinischen Infanterie-Regiments Nr. 30 ernannt. Mit diesem Regiment machte er die Belagerungen von Straßburg und die von Belfort, mit und kämpfte bei Rambervillers, Épinal, am Ognon, bei Pasques, Longeau, Langres, Villersexel und Chavanne. Ausgezeichnet mit beiden Klassen des Eisernen Kreuzes wurde Nachtigal am 18. Januar 1871 zum Oberst befördert und am 29. März 1871 für das Friedensverhältnis als Regimentskommandeur bestätigt.
Wilhelm I. erhob ihn für seine Verdienste in Krieg und Frieden am 16. Juni 1871 in den erblichen preußischen Adelsstand.
Unter Stellung à la suite des Regiments beauftragte man Nachtigal am 26. Januar 1875 mit der Führung der 14. Infanterie-Brigade. Am 13. April 1875 folgte seine Ernennung zum Kommandeur sowie fünf Tage später die Beförderung zum Generalmajor. Nachtigal wurde am 5. Februar 1881 nach Königsberg versetzt, dort zunächst mit der Führung der 1. Division beauftragt und am 30. März 1881 unter gleichzeitiger Beförderung zum Generalleutnant zum Kommandeur ernannt. Daran schloss sich ab 17. April 1883 eine Verwendung als Kommandeur der 13. Division in Münster an. Unter vorläufiger Belassung in dieser Stellung erhielt Nachtigal am 17. Januar 1887 den Rang und die Gebührnisse als Kommandierender General. Außerdem wurde er am 22. März 1887 mit dem Roten Adlerorden I. Klasse mit Eichenlaub und Schwertern am Ringe und dem Emailleband des Kronenordens ausgezeichnet. Da für ihn keine Stelle zur Übernahme eines Armeekorps zur Verfügung stand, reichte Nachtigal seinen Abschied ein. Er wurde am 8. Oktober 1887 als General der Infanterie mit Pension zur Disposition gestellt.
Nach seinem Tod wurde Nachtigal nach Bremen überführt und dort beigesetzt.

### Familie
Er hatte sich am 16. März 1854 in Bremen mit Marie Mohr (1831–1902) verheiratet. Die Ehe blieb kinderlos.